# Michael Ehrhardt
Michael Ehrhardt (* 1966 in Bremervörde) ist ein deutscher Historiker, der hauptsächlich zur Regionalgeschichte des Elbe-Weser-Raumes forscht und lehrt.

## Leben
Ehrhardt studierte an den Universitäten Göttingen und Hamburg Geschichte, Französisch und Pädagogik. Seine an der Universität Hamburg eingereichte Dissertation behandelt die Geschichte der Börde Selsingen.
Seit 2000 ist Ehrhardt wissenschaftlicher Mitarbeiter des Landschaftsverbandes Stade, seit 2005 Mitglied der Historischen Kommission für Niedersachsen und Bremen und seit 2006 Lehrbeauftragter für Sozial- und Wirtschaftsgeschichte am Historischen Seminar der Universität Hamburg.

## Forschungstätigkeit
Ab 2011 forschte Ehrhardt im Auftrag des Landschaftsverbandes Stade zu Deichen an der Unterweser. Er stellt in der 2015 erschienenen Studie heraus, dass es sich dabei nicht mehr um eine abgeschlossene Kulturlandschaft handelt, sondern um kleine Landesgemeinden und kleinste Bauerschaften, die eigene Deichverbände bildeten und verschiedenen Gerichten, Ämtern und im Fall der Unterweser sogar verschiedenen Staaten und unterschiedlichen Verwaltungsapparaten zuzuordnen sind. Das führte in den meisten Fällen zu Kompetenzüberschneidungen und -unklarheiten bei den einzelnen Behörden, ein gravierender Schwachpunkt in der Administration, der die Durchführung wichtiger Wasserbauprojekte verzögerte und den die Bauern für sich auszunutzen wussten. Die bearbeitete Deichstrecke reicht von Bremerhaven im Norden bis Bremen im Süden. Hier findet der Aspekt der Weserdeiche im städtischen Umfeld große Bedeutung. Die Gründung Bremerhavens 1827 hat auch in deichbaulicher Hinsicht das Antlitz der ländlichen Vorgängersiedlungen Lehe, Geestendorf und Wulsdorf grundlegend verändert. Hafenanlagen haben in der urbanen Siedlung die Funktion von Deichen übernommen. Die Zugehörigkeit der kleinen Marsch Land Würden zum Staat Oldenburg führte zu einem Dualismus zwischen den staatlichen Deichbauverwaltungen, der sich wie ein roter Faden durch die Jahrhunderte fast bis in die Gegenwart zieht. Im Gebiet der Stadt Bremen organisiert seit gut 150 Jahren der Bremische Deichverband am rechten Weserufer den Deichbau an Weser und Wümme. Schon vor der Zeit seiner Gründung scheint die republikanische Verfassung im Stadtstaat eine effektivere Verwaltung des Deichwesens als in anderen Marschregionen bewirkt zu haben.

## Preisverleihungen
- Hermann-Allmers-Preis 2019[4]

## Publikationen
- „Ein guldten Bandt des Landes.“ Zur Geschichte der Deiche im Alten Land. Landschaftsverband der Ehemaligen Herzogtümer Bremen und Verden: Stade 2003, ISBN 3-931879-11-9.[5]
- „Dem großen Wasser allezeit entgegen.“ Zur Geschichte der Deiche in Wursten. Landschaftsverband der Ehemaligen Herzogtümer Bremen und Verden: Stade 2007, ISBN 978-3-931879-35-8.[6]

- zusammen mit Hans-Hinrich Kahrs: Alfstedt und Bredemehe. Historie und Heimatkunde. Gemeinde Alfstedt, Landschaftsverband. der Ehemaligen Herzogtümer Bremen und Verden: Altstadt und Stade 2012.
- „Des Landes Ufer zu schützen.“ Zur Geschichte der Deiche an der Unterweser. Landschaftsverband der Ehemaligen Herzogtümer Bremen und Verden: Stade 2015, ISBN 978-3-931879-59-4.
- „Als die gotzen tenste dorch gades wort affgedan wurden.“ Die Reformation auf der Stader Geest. In: Hans-Eckhard Dannenberg, Hans Otte (Hrsg.): Die Reformation im Elbe-Weser-Raum  Voraussetzungen, Verlauf, Veränderungen. Landschaftsverband der Ehemaligen Herzogtümer Bremen und Verden: Stade 2017, S. 209–248.
- Die Börde Sittensen: Geschichte und Geschichten: Stade 2019, ISBN 978-3-931879-75-4.